# Straßenradsport-Weltmeisterschaften 2015

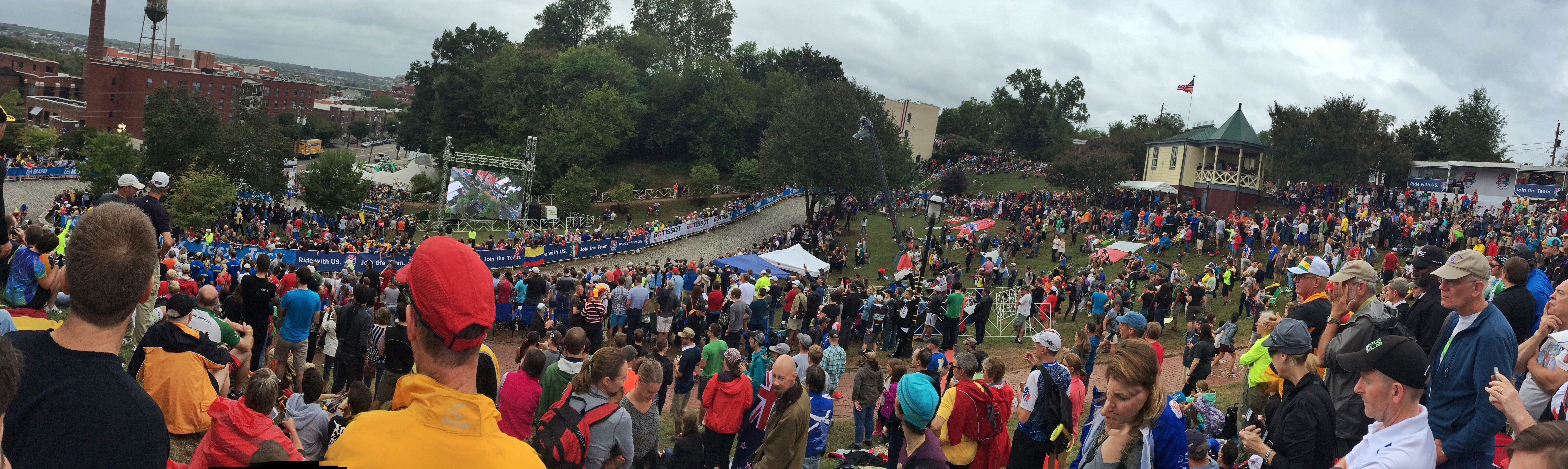
Zuschauer am Anstieg Libby Hill

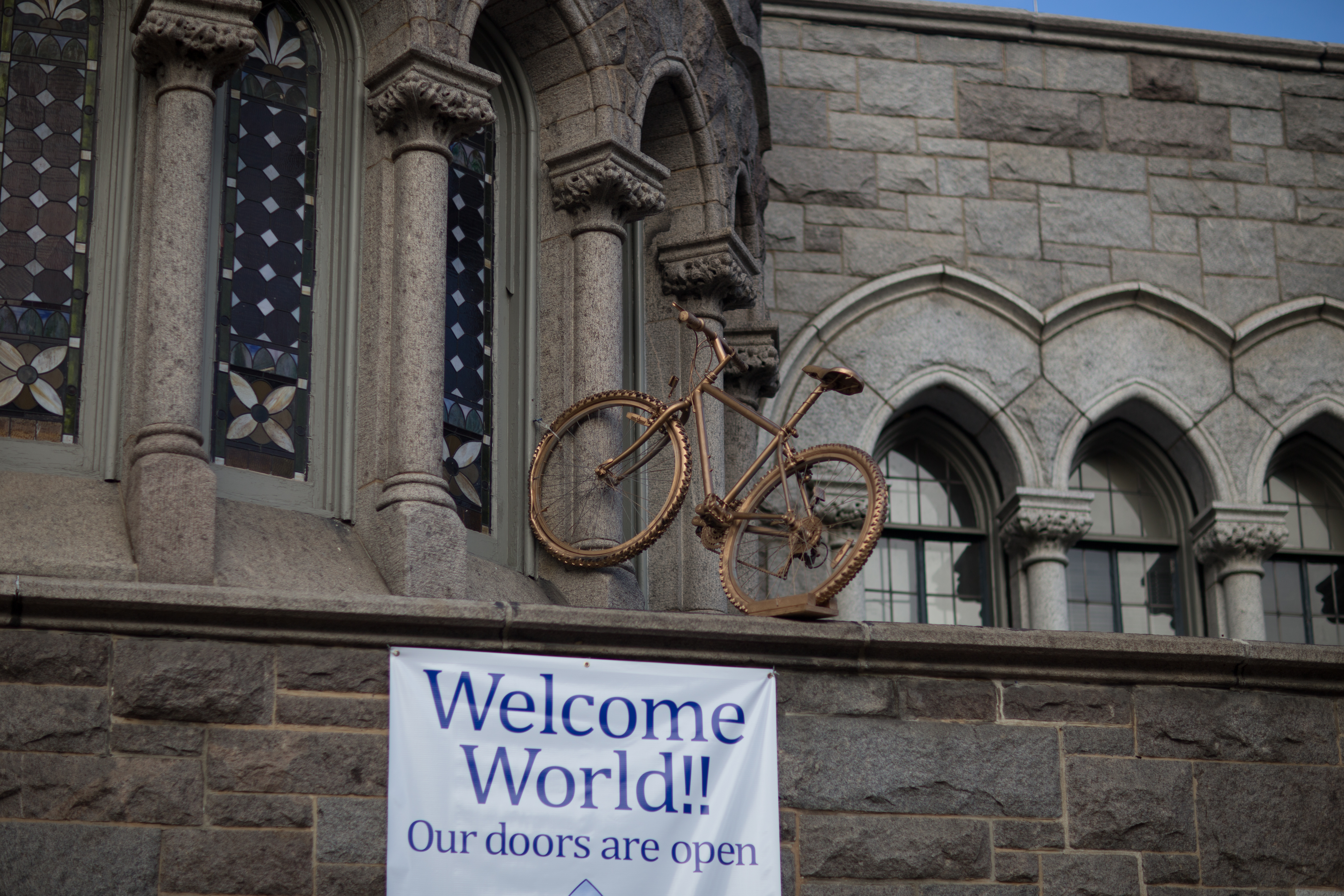
Ansichten am Wegesrand

Die Straßenradsport-Weltmeisterschaften 2015 fanden vom 19. bis 27. September im US-amerikanischen Richmond statt.
Die Weltmeisterschaften setzten sich aus insgesamt zwölf Wettbewerben zusammen, je einem Straßenrennen, Mannschaftszeitfahren sowie einem Einzelzeitfahren für Männer und Frauen sowie je einem Straßenrennen und einem Einzelzeitfahren für U23-Fahrer, Junioren und Juniorinnen. Die Welttitelkämpfe fanden 2015 erstmals seit fast 30 Jahren wieder in den USA statt, nach Colorado Springs im Jahre 1986.
Im Februar 2014 stellten die Organisatoren die Streckenpläne für die Straßen-WM vor. Die Straßenrennen wurden auf einem Rundkurs durch die Innenstadt von Richmond ausgetragen.
Erfolgreichste Nation der Weltmeisterschaften waren die gastgebenden Vereinigten Staaten mit drei Gold- und insgesamt acht Medaillen. Allein zwei Goldmedaillen errang die US-amerikanische Juniorin Chloé Dygert in Straßenrennen und Zeitfahren, die damit die erfolgreichste Athletin der WM war. Die Britin Elizabeth Armitstead holte zwei Medaillen, eine goldene im Straßenrennen sowie eine silberne im Mannschaftszeitfahren.
Der Slowake Peter Sagan gewann die Goldmedaille im Straßenrennen der Männer und nach Peter Velits (2007) die zweite Medaille für sein Land. Bei den Junioren gewann der Österreicher Felix Gall im Straßenrennen und damit die erste Goldmedaille der Radsportgeschichte bei Straßenweltmeisterschaften für sein Heimatland.
Mit Jeanne D’arc Girubuntu aus Ruanda war die erste schwarze Frau aus Afrika am Start. Im Einzelzeitfahren belegte sie mit einem Rückstand von 7:11,84 Minuten auf die Siegerin Linda Villumsen aus Neuseeland den letzten von 44 Plätzen. Im Straßenrennen erreichte sie mit 11:37 Minuten Rückstand auf die Siegerin Elizabeth Armitstead aus dem Vereinigten Königreich den 87. und somit vorletzten Platz.

## Wettkämpfe
| Datum                   | Zeit (EDT)            | Klasse                | Distanz               | Höhenmeter            | Runden                | Weltmeister 2014       | Weltmeister 2015      |
| Mannschaftszeitfahren   | Mannschaftszeitfahren | Mannschaftszeitfahren | Mannschaftszeitfahren | Mannschaftszeitfahren | Mannschaftszeitfahren | Mannschaftszeitfahren  | Mannschaftszeitfahren |
| ----------------------- | --------------------- | --------------------- | --------------------- | --------------------- | --------------------- | ---------------------- | --------------------- |
| Sonntag, 20. September  | 11:30                 | Elite Frauen          | 38,6 km               | 240 m                 |                       | Specialized-lululemon  | Velocio-SRAM          |
| Sonntag, 20. September  | 13:30                 | Elite Männer          | 38,6 km               | 240 m                 |                       | BMC Racing Team        | BMC Racing Team       |
| Einzelzeitfahren        |                       |                       |                       |                       |                       |                        |                       |
| Montag, 21. September   | 10:00                 | Juniorinnen           | 15,0 km               | 96 m                  | 1                     | Macy Stewart           | Chloe Dygert          |
| Montag, 21. September   | 11:30                 | Männer U 23           | 29,9 km               | 96 m                  | 2                     | Campbell Flakemore     | Mads Würtz Schmidt    |
| Dienstag, 22. September | 09:30                 | Junioren              | 29,9 km               | 96 m                  | 2                     | Lennard Kämna          | Leo Appelt            |
| Dienstag, 22. September | 13:30                 | Elite Frauen          | 29,9 km               | 96 m                  | 2                     | Lisa Brennauer         | Linda Villumsen       |
| Mittwoch, 23. September | 13:00                 | Elite Männer          | 53,5 km               | 245 m                 |                       | Bradley Wiggins        | Wassil Kiryjenka      |
| Straßenrennen           |                       |                       |                       |                       |                       |                        |                       |
| Freitag, 25. September  | 10:00                 | Juniorinnen           | 64,8 km               | 103 m                 | 5                     | Amalie Dideriksen      | Chloe Dygert          |
| Freitag, 25. September  | 12:45                 | Männer U 23           | 162,0 km              | 103 m                 | 11                    | Sven Erik Bystrøm      | Kévin Ledanois        |
| Samstag, 26. September  | 09:00                 | Junioren              | 129,6 km              | 103 m                 | 8                     | Jonas Bokeloh          | Felix Gall            |
| Samstag, 26. September  | 13:00                 | Elite Frauen          | 129,6 km              | 103 m                 | 8                     | Pauline Ferrand-Prévot | Elizabeth Armitstead  |
| Sonntag, 27. September  | 09:00                 | Elite Männer          | 261,4 km              | 103 m                 | 16                    | Michał Kwiatkowski     | Peter Sagan           |

Uhrzeiten: EDT = MESZ – 6 Stunden

## Ergebnisse Frauen

### Straßenrennen
Streckenlänge: 129,6 Kilometer. Es waren 134 Fahrerinnen am Start, von denen 88 das Ziel erreichten.
| Platz | Athletin               | Land | Zeit       |
| ----- | ---------------------- | ---- | ---------- |
| 1     | Elizabeth Armitstead   | GBR  | 3:23:56 h  |
| 2     | Anna van der Breggen   | NED  | + 0:00 min |
| 3     | Megan Guarnier         | USA  | + 0:00 min |
| 4     | Elisa Longo Borghini   | ITA  | + 0:00 min |
| 5     | Emma Johansson         | SWE  | + 0:00 min |
| 6     | Pauline Ferrand-Prévot | FRA  | + 0:00 min |
| 7     | Katarzyna Niewiadoma   | POL  | + 0:00 min |
| 8     | Alena Amjaljussik      | BLR  | + 0:00 min |
| 9     | Jolanda Neff           | SUI  | + 0:00 min |
| 10    | Ellen van Dijk         | NED  | + 0:00 min |
|       |                        | …    |            |
| 12    | Trixi Worrack          | GER  | + 0:12 min |
| 30    | Lisa Brennauer         | GER  | + 0:49 min |
| 31    | Romy Kasper            | GER  | + 0:51 min |
| 80    | Doris Schweizer        | SUI  | + 5:41 min |

46 Fahrerinnen gaben das Rennen auf, darunter Charlotte Becker , Kathrin Hammes , Nicole Hanselmann , Claudia Lichtenberg , Stephanie Pohl , Martina Ritter  und Sarah Rijkes .

### Einzelzeitfahren
Streckenlänge: 29,9 Kilometer. Es waren 44 Fahrerinnen am Start.
| Platz | Athletin             | Land | Zeit (min)             | Abstand       |
| ----- | -------------------- | ---- | ---------------------- | ------------- |
| 1     | Linda Villumsen      | NZL  | 40:29,87 (44,299 km/h) |               |
| 2     | Anna van der Breggen | NED  | 40:32,41               | + 2,54 s      |
| 3     | Lisa Brennauer       | GER  | 40:35,13               | + 5,36 s      |
| 4     | Katrin Garfoot       | AUS  | 40:39,19               | + 9,32 s      |
| 5     | Kristin Armstrong    | USA  | 40:50,45               | + 20,58 s     |
| 6     | Evelyn Stevens       | USA  | 40:56,45               | + 26,58 s     |
| 7     | Ellen van Dijk       | NED  | 41:23,85               | + 53,98 s     |
| 8     | Alena Amjaljussik    | BLR  | 41:35,90               | + 1:06,03 min |
| 9     | Ann-Sophie Duyck     | BEL  | 41:49,07               | + 1:19,20 min |
| 10    | Trixi Worrack        | GER  | 41:49,28               | + 1:19,41 min |
|       |                      | …    |                        |               |
| 19    | Mieke Kröger         | GER  | 42:50,65               | + 2:20,78 min |
| 24    | Doris Schweizer      | SUI  | 43:12,66               | + 2:42,79 min |
| 29    | Martina Ritter       | AUT  | 44:02,88               | + 3:33,01 min |
| 33    | Corinna Lechner      | GER  | 44:26,19               | + 3:56,32 min |

### Mannschaftszeitfahren
Streckenlänge: 38,6 Kilometer. Insgesamt nahmen 13 Teams teil.
| Platz | Team                                       | Athletinnen | Zeit (min)             |
| ----- | ------------------------------------------ | --- | ---------------------- |
| 1     | Velocio-SRAM                               | Alena Amjaljussik / Lisa Brennauer / Karol-Ann Canuel / Barbara Guarischi / Mieke Kröger / Trixi Worrack         | 47:35,72 (48,660 km/h) |
| 2     | Boels Dolmans Cyclingteam                  | Elizabeth Armitstead / Chantal Blaak / Christine Majerus / Katarzyna Pawłowska / Ellen van Dijk / Evelyn Stevens | 47:42,38               |
| 3     | Rabo Liv Women Cycling Team                | Lucinda Brand / Thalita de Jong / Shara Gillow / Roxane Knetemann / Katarzyna Niewiadoma / Anna van der Breggen  | 48:31,84               |
| 4     | Wiggle Honda                               | Audrey Cordon / Jolien D’hoore / Annette Edmondson / Emilia Fahlin / Danielle King / Elisa Longo Borghini        | 48:45,87               |
| 5     | Twenty 16 P/B Sho-Air                      | Allie Dragoo / Andrea Dvorak / Lauren Hall / Alison Jackson / Lauren Komanski / Leah Thomas                      | 49:40,60               |
| 6     | UnitedHealthcare Professional Cycling Team | Laura Brown / Rushlee Buchanan / Cari Higgins / Lauren Tamayo / Linda Villumsen / Ruth Winder                    | 50:26,38               |
| 7     | Orica-AIS                                  | Gracie Elvin / Katrin Garfoot / Sarah Roy / Amanda Spratt / Macey Stewart / Lizzie Williams                      | 50:29,43               |
| 8     | BTC City Ljubljana                         | Polono Bagatel / Eugenia Bujak / Corinna Lechner / Olena Pawluchina / Urška Pintar / Martina Ritter              | 50:38,65               |
| 9     | Optum P/B Kelly Benefit Strategies         | Amy Charity / Jasmin Glaesser / Maura Kinsella / Leah Kirchmann / Alison Tetrick / Brianna Walle                 | 50:56,33               |
| 10    | Hitec Products                             | Charlotte Becker / Miriam Bjørnsrud / Tatiana Guderzo / Cecilie Johnsen / Lauren Kitchen / Emilie Moberg         | 51:07,41               |

## Ergebnisse Männer

### Straßenrennen
Streckenlänge: 261,4 Kilometer. Es gingen 191 Fahrer an den Start, von denen 110 im Ziel ankamen.
| Platz | Athlet               | Land | Zeit        |
| ----- | -------------------- | ---- | ----------- |
| 1     | Peter Sagan          | SVK  | 6:14:37 h   |
| 2     | Michael Matthews     | AUS  | + 0:03 min  |
| 3     | Ramūnas Navardauskas | LTU  | + 0:03 min  |
| 4     | Alexander Kristoff   | NOR  | + 0:03 min  |
| 5     | Alejandro Valverde   | ESP  | + 0:03 min  |
| 6     | Simon Gerrans        | AUS  | + 0:03 min  |
| 7     | Tony Gallopin        | FRA  | + 0:03 min  |
| 8     | Michał Kwiatkowski   | POL  | + 0:03 min  |
| 9     | Rui Costa            | POR  | + 0:03 min  |
| 10    | Philippe Gilbert     | BEL  | + 0:03 min  |
|       |                      | …    |             |
| 26    | Marco Haller         | AUT  | + 0:12 min  |
| 28    | Silvan Dillier       | SUI  | + 0:12 min  |
| 29    | John Degenkolb       | GER  | + 0:15 min  |
| 66    | Michael Albasini     | SUI  | + 2:15 min  |
| 76    | Grégory Rast         | SUI  | + 2:39 min  |
| 88    | Tony Martin          | GER  | + 4:00 min  |
| 90    | Simon Geschke        | GER  | + 5:23 min  |
| 103   | Paul Voß             | GER  | + 8:12 min  |
| 104   | Paul Martens         | GER  | + 10:47 min |
| 105   | André Greipel        | GER  | + 10:47 min |
| 106   | Marcel Sieberg       | GER  | + 10:47 min |

81 Fahrer gaben das Rennen auf, darunter Christian Knees  und Johannes Fröhlinger .

### Einzelzeitfahren
Streckenlänge: 53,3 Kilometer. Es gingen 65 Fahrer an den Start.
| Platz | Athlet               | Land | Zeit (h)                 | Abstand (min) |
| ----- | -------------------- | ---- | ------------------------ | ------------- |
| 1     | Wassil Kiryjenka     | BLR  | 1:02:29,45 (51,368 km/h) |               |
| 2     | Adriano Malori       | ITA  | 1:02:38,53               | + 0:09,08     |
| 3     | Jérôme Coppel        | FRA  | 1:02:56,07               | + 0:26,62     |
| 4     | Jonathan Castroviejo | ESP  | 1:02:58,81               | + 0:29,36     |
| 5     | Tom Dumoulin         | NED  | 1:03:30,96               | + 1:01,51     |
| 6     | Rohan Dennis         | AUS  | 1:03:37,41               | + 1:07,96     |
| 7     | Tony Martin          | GER  | 1:03:46,18               | + 1:16,73     |
| 8     | Maciej Bodnar        | POL  | 1:03:46,78               | + 1:17,33     |
| 9     | Marcin Białobłocki   | POL  | 1:03:51,87               | + 1:22,42     |
| 10    | Moreno Moser         | ITA  | 1:04:01,06               | + 1:31,61     |
|       |                      | …    |                          |               |
| 16    | Matthias Brändle     | AUT  | 1:04:29,33               | + 1:59,88     |
| 19    | Stefan Küng          | SUI  | 1:04:47,08               | + 2:17,63     |
| 30    | Silvan Dillier       | SUI  | 1:05:26,23               | + 2:56,78     |
| 52    | Nikias Arndt         | GER  | 1:07:16,45               | + 4:47,00     |

### Mannschaftszeitfahren
Streckenlänge: 38,6 Kilometer. Es gingen insgesamt 27 Teams an den Start.
| Platz | Team                | Athleten                                                                                               | Zeit (h)               |
| ----- | ------------------- | --- | ---------------------- |
| 1     | BMC Racing Team     | Rohan Dennis / Silvan Dillier / Stefan Küng / Daniel Oss / Taylor Phinney / Manuel Quinziato           | 42:07,97 (54,969 km/h) |
| 2     | Etixx-Quick Step    | Tom Boonen / Michał Kwiatkowski / Yves Lampaert / Tony Martin / Niki Terpstra / Rigoberto Urán         | 42:19,32               |
| 3     | Movistar Team       | Andrey Amador / Jonathan Castroviejo / Alex Dowsett / Jon Izaguirre / Adriano Malori / Jasha Sütterlin | 42:38,08               |
| 4     | Orica GreenEdge     | Sam Bewley / Luke Durbridge / Michael Hepburn / Michael Matthews / Jens Mouris / Svein Tuft            | 43:01,70               |
| 5     | Giant-Alpecin       | Nikias Arndt / Tom Dumoulin / Chad Haga / Tobias Ludvigsson / Georg Preidler / Ramon Sinkeldam         | 43:11,66               |
| 6     | Lotto NL-Jumbo      | Robert Gesink / Wilco Kelderman / Tom Leezer / Maarten Tjallingii / Jos van Emden / Sep Vanmarcke      | 43:25,00               |
| 7     | Lotto Soudal        | Lars Bak / Tiesj Benoot / Tony Gallopin / Greg Henderson / Jürgen Roelandts / Tim Wellens              | 43:34,44               |
| 8     | Astana Pro Team     | Lars Boom / Jakob Fuglsang / Andrij Hrywko / Tanel Kangert / Alexei Luzenko / Luis León Sánchez Gil    | 43:45,10               |
| 9     | Team Sky            | Wassil Kiryjenka / Danny Pate / Salvatore Puccio / Luke Rowe / Ian Stannard / Elia Viviani             | 43:49,14               |
| 10    | Trek Factory Racing | Marco Coledan / Stijn Devolder / Fabio Felline / Markel Irízar / Jesse Sergent / Riccardo Zoidl        | 43:54,57               |

## Ergebnisse Männer U23

### Straßenrennen
Streckenlänge: 162,0 Kilometer. Es gingen 170 Fahrer an den Start, von denen 130 ins Ziel kamen.
| Platz | Athlet                | Land | Zeit       |
| ----- | --------------------- | ---- | ---------- |
| 1     | Kévin Ledanois        | FRA  | 3:54:45 h  |
| 2     | Simone Consonni       | ITA  | + 0:00 min |
| 3     | Anthony Turgis        | FRA  | + 0:02 min |
| 4     | Gianni Moscon         | ITA  | + 0:02 min |
| 5     | Alexander Kamp        | DEN  | + 0:05 min |
| 6     | Fabian Lienhard       | SUI  | + 0:05 min |
| 7     | Michal Schlegel       | CZE  | + 0:05 min |
| 8     | Lucas Gaday Orozco    | ARG  | + 0:05 min |
| 9     | Adam de Vos           | CAN  | + 0:10 min |
| 10    | Lennard Kämna         | GER  | + 0:12 min |
|       |                       | …    |            |
| 12    | Tom Bohli             | SUI  | + 0:12 min |
| 21    | Alexander Wachter     | AUT  | + 0:16 min |
| 30    | Sebastian Schönberger | AUT  | + 0:24 min |
| 35    | Jan Dieteren          | GER  | + 0:37 min |
| 36    | Dylan Page            | SUI  | + 0:37 min |
| 50    | Nils Politt           | GER  | + 0:48 min |
| 51    | Michael Gogl          | AUT  | + 0:59 min |
| 65    | Maximilian Schachmann | GER  | + 1:12 min |
| 67    | Gregor Mühlberger     | AUT  | + 1:12 min |
| 79    | Patrick Müller        | SUI  | + 2:20 min |

39 Fahrer gaben das Rennen auf, darunter Jonas Koch , ein Fahrer wurde disqualifiziert.

### Einzelzeitfahren
Streckenlänge: 29,9 Kilometer. Es gingen 50 Fahrer an den Start.
| Platz | Athlet                | Land | Zeit (min)             | Abstand       |
| ----- | --------------------- | ---- | ---------------------- | ------------- |
| 1     | Mads Würtz Schmidt    | DEN  | 37:10,96 (48,248 km/h) |               |
| 2     | Maximilian Schachmann | GER  | 37:23,16               | + 12,0 s      |
| 3     | Lennard Kämna         | GER  | 37:31,98               | + 21,02 s     |
| 4     | Truls Engen Korsaeth  | NOR  | 37:47,06               | + 36,10 s     |
| 5     | Owain Doull           | GBR  | 37:47.21               | + 36,25 s     |
| 6     | James Oram            | NZL  | 37:48,44               | + 37,48 s     |
| 7     | Miles Scotson         | AUS  | 37:51,48               | + 40,52 s     |
| 8     | Théry Schir           | SUI  | 37:52,09               | + 41,13 s     |
| 9     | Marlen Zmorka         | UKR  | 37:53,64               | + 42,68 s     |
| 10    | Daniel Eaton          | USA  | 37:54,89               | + 43,93 s     |
|       |                       | …    |                        |               |
| 29    | Gregor Mühlberger     | AUT  | 39:08,68               | + 1:57,72 min |

## Ergebnisse Juniorinnen

### Straßenrennen
Streckenlänge: 64,8 Kilometer. Es starteten 74 Fahrerinnen, von den 67 das Ziel erreichten.
| Platz | Athletin           | Land | Zeit       |
| ----- | ------------------ | ---- | ---------- |
| 1     | Chloe Dygert       | USA  | 1:42:16 h  |
| 2     | Emma White         | USA  | + 1:23 min |
| 3     | Agnieszka Skalniak | POL  | + 1:28 min |
| 4     | Yumi Kajihara      | JPN  | + 1:41 min |
| 5     | Susanne Andersen   | NOR  | + 1:41 min |
| 6     | Elisa Balsamo      | ITA  | + 1:41 min |
| 7     | Grace Garner       | GBR  | + 1:41 min |
| 8     | Yara Kastelijn     | NED  | + 1:41 min |
| 9     | Jessica Pratt      | AUS  | + 1:41 min |
| 10    | Ida Jansson        | SWE  | + 1:41 min |
|       |                    | …    |            |
| 11    | Sina Frei          | SUI  | + 1:41 min |
| 17    | Nicole Koller      | SUI  | + 1:41 min |
| 36    | Lisa Neumüller     | GER  | + 3:46 min |
| 38    | Christa Riffel     | GER  | + 3:46 min |
| 40    | Liane Lippert      | GER  | + 3:46 min |
| 43    | Lena Ostler        | GER  | + 3:46 min |
| 46    | Léna Mettraux      | SUI  | + 4:04 min |
| 51    | Aline Seitz        | SUI  | + 7:17 min |

### Einzelzeitfahren
Streckenlänge: 15,0 Kilometer. Es starteten 37 Fahrerinnen.
| Platz | Athletin           | Land | Zeit (min)             | Abstand       |
| ----- | ------------------ | ---- | ---------------------- | ------------- |
| 1     | Chloe Dygert       | USA  | 20:18,47 (44,318 km/h) |               |
| 2     | Emma White         | USA  | 21:24,00               | + 1:05,53 min |
| 3     | Anna-Leeza Hull    | AUS  | 21:44,55               | + 1:26,08 min |
| 4     | Pernille Mathiesen | DEN  | 21:48,88               | + 1:30,41 min |
| 5     | Juliette Labous    | FRA  | 21:54,43               | + 1:35,96 min |
| 6     | Aafke Soet         | NED  | 21:59,14               | + 1:40,67 min |
| 7     | Daria Pikulik      | POL  | 21:59,53               | + 1:41,06 min |
| 8     | Gillian Ellsay     | CAN  | 22:03,64               | + 1:45,07 min |
| 9     | Agnieszka Skalniak | POL  | 22:05,98               | + 1:47,51 min |
| 10    | Emeliah Harvie     | CAN  | 22:07,98               | + 1:49,51 min |
|       |                    | …    |                        |               |
| 16    | Aline Seitz        | SUI  | 22:23,59               | + 2:05,12 min |
| 37    | Christa Riffel     | GER  | 25:40,99               | + 5:22,52 min |

## Ergebnisse Junioren

### Straßenrennen
Streckenlänge: 129,6 Kilometer. Es gingen 164 Fahrer an den Start, von denen 114 das Ziel erreichten.
| Platz | Athlet                 | Land | Zeit       |
| ----- | ---------------------- | ---- | ---------- |
| 1     | Felix Gall             | AUT  | 3:11:09 h  |
| 2     | Clement Betouigt-Suire | FRA  | + 0:00 min |
| 3     | Rasmus Pedersen        | DEN  | + 0:01 min |
| 4     | Reto Müller            | SUI  | + 0:10 min |
| 5     | Martin Salmon          | GER  | + 0:10 min |
| 6     | Nicola Conci           | ITA  | + 0:10 min |
| 7     | Mathias Noorsgard      | DEN  | + 0:13 min |
| 8     | Nathan Draper          | GBR  | + 0:13 min |
| 9     | Marc Hirschi           | SUI  | + 0:13 min |
| 10    | Pit Leyder             | LUX  | + 0:20 min |
|       |                        | …    |            |
| 14    | Max Kanter             | GER  | + 0:36 min |
| 17    | Gino Mäder             | SUI  | + 0:36 min |
| 28    | Leo Appelt             | GER  | + 0:45 min |
| 30    | Patrick Haller         | GER  | + 0:45 min |
| 32    | Mario Spengler         | SUI  | + 0:45 min |
| 35    | Robin Froidevaux       | SUI  | + 0:45 min |
| 36    | Markus Wildauer        | AUT  | + 0:54 min |
| 40    | Stefan Bissegger       | SUI  | + 1:00 min |
| 50    | Max Singer             | GER  | + 1:12 min |
| 53    | Georg Zimmermann       | GER  | + 1:12 min |
| 55    | Marco Friedrich        | AUT  | + 1:25 min |
| 69    | Patrick Gamper         | AUT  | + 3:16 min |

### Einzelzeitfahren
Streckenlänge: 29,9 Kilometer. Es gingen 57 Fahrer an den Start.
| Platz | Athlet             | Land | Zeit (min)             | Abstand       |
| ----- | ------------------ | ---- | ---------------------- | ------------- |
| 1     | Leo Appelt         | GER  | 37:45,01 (47,523 km/h) |               |
| 2     | Adrien Costa       | USA  | 38:02.23               | + 0:17,22 min |
| 3     | Brandon McNulty    | USA  | 38:44,75               | + 0:59,74 min |
| 4     | Keagan Girdlestone | RSA  | 38:52,74               | + 1:07,73 min |
| 5     | Gino Mäder         | SUI  | 38:56,39               | + 1:11,38 min |
| 6     | Jasper Philipsen   | BEL  | 39:07,49               | + 1:22,48 min |
| 7     | Niklas Larsen      | DEN  | 39:19,71               | + 1:34,70 min |
| 8     | Tobias Foss        | NOR  | 39:20,74               | + 1:35,73 min |
| 9     | Ilja Gorbuschin    | KAZ  | 39:37,68               | + 1:52,67 min |
| 10    | Alexys Brunel      | FRA  | 39:37,83               | + 1:52,82 min |
|       |                    | …    |                        |               |
| 25    | Max Singer         | GER  | 40:30,34               | + 2:54,33 min |
| 28    | Stefan Bissegger   | SUI  | 40:42,88               | + 2:57,87 min |
| 34    | Felix Gall         | AUT  | 41:01.76               | + 3:16,75 min |
| 35    | Patrick Gamper     | AUT  | 41:06.86               | + 3:21,85 min |

## Medaillenspiegel
| Rang   | Land               | Gold | Silber | Bronze | Gesamt |
| ------ | ------------------ | ---- | ------ | ------ | ------ |
| 1      | Vereinigte Staaten | 3    | 3      | 2      | 8      |
| 2      | Deutschland        | 2    | 1      | 2      | 5      |
| 3      | Frankreich         | 1    | 1      | 2      | 4      |
| 4      | Dänemark           | 1    | 0      | 1      | 2      |
| 5      | Österreich         | 1    | 0      | 0      | 1      |
| 5      | Belarus            | 1    | 0      | 0      | 1      |
| 5      | Großbritannien     | 1    | 0      | 0      | 1      |
| 5      | Neuseeland         | 1    | 0      | 0      | 1      |
| 5      | Slowakei           | 1    | 0      | 0      | 1      |
| 10     | Niederlande        | 0    | 3      | 1      | 4      |
| 11     | Italien            | 0    | 2      | 0      | 2      |
| 12     | Australien         | 0    | 1      | 1      | 2      |
| 13     | Belgien            | 0    | 1      | 0      | 1      |
| 14     | Spanien            | 0    | 0      | 1      | 1      |
| 14     | Litauen            | 0    | 0      | 1      | 1      |
| 14     | Polen              | 0    | 0      | 1      | 1      |
| Gesamt | Gesamt             | 12   | 12     | 12     | 36     |

## Teilnehmende Nationen
An der Weltmeisterschaft nahmen 74 Nationen teil. Die beiden Sportler aus der Dominikanischen Republik, die beim Einzelzeitfahren der Herren startberechtigt waren, gingen allerdings nicht an den Start.
| Teilnehmende Nationen | Teilnehmende Nationen   | Teilnehmende Nationen | Teilnehmende Nationen   | Teilnehmende Nationen | Teilnehmende Nationen | Teilnehmende Nationen | Teilnehmende Nationen |
| --------------------- | ----------------------- | --------------------- | ----------------------- | --------------------- | --------------------- | --------------------- | --------------------- |
| ALG                   | Algerien                | DEN                   | Dänemark                | KAZ                   | Kasachstan            | QAT                   | Katar                 |
| AND                   | Andorra                 | DOM                   | Dominikanische Republik | KOR                   | Südkorea              | ROU                   | Rumänien              |
| ARG                   | Argentinien             | ECU                   | Ecuador                 | LAT                   | Lettland              | RSA                   | Südafrika             |
| AUS                   | Australien              | ERI                   | Eritrea                 | LIB                   | Libanon               | RUS                   | Russland              |
| AUT                   | Österreich              | ESA                   | El Salvador             | LTU                   | Litauen               | RWA                   | Ruanda                |
| AZE                   | Aserbaidschan           | ESP                   | Spanien                 | LUX                   | Luxemburg             | SIN                   | Singapur              |
| BEL                   | Belgien                 | EST                   | Estland                 | MAR                   | Marokko               | SKN                   | St. Kitts und Nevis   |
| BER                   | Bermuda                 | FIN                   | Finnland                | MDA                   | Moldau                | SLO                   | Slowenien             |
| BIH                   | Bosnien und Herzegowina | FRA                   | Frankreich              | MEX                   | Mexiko                | SRB                   | Serbien               |
| BLR                   | Belarus                 | GBR                   | Vereinigtes Königreich  | MGL                   | Mongolei              | SUI                   | Schweiz               |
| BRA                   | Brasilien               | GER                   | Deutschland             | MKD                   | Nordmazedonien        | SVK                   | Slowakei              |
| BUL                   | Bulgarien               | GRE                   | Griechenland            | NED                   | Niederlande           | SWE                   | Schweden              |
| CAN                   | Kanada                  | GUA                   | Guatemala               | NOR                   | Norwegen              | THA                   | Thailand              |
| CHI                   | Chile                   | GUM                   | Guam                    | NZL                   | Neuseeland            | UKR                   | Ukraine               |
| COL                   | Kolumbien               | HUN                   | Ungarn                  | PHI                   | Philippinen           | USA                   | Vereinigte Staaten    |
| CRC                   | Costa Rica              | IRL                   | Irland                  | POL                   | Polen                 | UZB                   | Usbekistan            |
| CRO                   | Kroatien                | ISR                   | Israel                  | POR                   | Portugal              | VEN                   | Venezuela             |
| CYP                   | Zypern                  | ITA                   | Italien                 | PUR                   | Puerto Rico           | ZIM                   | Simbabwe              |
| CZE                   | Tschechien              | JPN                   | Japan                   |                       |                       |                       |                       |

## Aufgebote

### Deutschland
Elite Frauen
Zeitfahren (4 Startplätze): Lisa Brennauer (Velocio-SRAM/Durach), Trixi Worrack (Velocio-SRAM/Bad Doberan), Mieke Kröger (Velocio-SRAM/Bielefeld), Corinna Lechner (BTC City Ljubljana/Erfurt)
Straßenrennen (7): Charlotte Becker (Wiggle Honda/Berlin), Lisa Brennauer (Velocio-SRAM/Durach), Kathrin Hammes (TIBCO-svb/Freiburg), Romy Kasper (Boels Dolmans/Forst), Claudia Lichtenberg (Liv-Plantur/München), Stephanie Pohl (RSC Cottbus/Cottbus), Trixi Worrack (Velocio-SRAM/Bad Doberan)
Reserve: Hanka Kupfernagel (Maxx-Solar/Merdingen)
Juniorinnen
Zeitfahren (2): Christa Riffel (RSV Edelweiß Oberhausen/Graben-Neudorf)
Straßenrennen (4): Liane Lippert (Seerose Friedrichshafen/Friedrichshafen), Lisa Neumüller (RSV Kolbermoor/Kolbermoor), Lena Ostler (Equipe Velo Oberland/Bad Wiessee), Christa Riffel (RSV Edelweiß Oberhausen/Graben-Neudorf)
Elite Männer
Zeitfahren (2): Tony Martin (Etixx-Quick Step/Eschborn), Nikias Arndt (Giant-Alpecin/Bonn)
Straßenrennen (9): John Degenkolb (Giant-Alpecin/Frankfurt), Johannes Fröhlinger (Giant-Alpecin/Freiburg), Simon Geschke (Giant-Alpecin/Freiburg), André Greipel (Lotto Soudal/Hürth), Marcel Sieberg (Lotto Soudal/Bocholt), Christian Knees (Team Sky/Rheinbach), Paul Martens (Lotto NL-Jumbo/Rostock), Tony Martin (Etixx-Quick Step/Eschborn), Paul Voß (Bora-Argon 18/Potsdam)
Männer U23
Zeitfahren (2): Lennard Kämna (Stölting/Fischerhude), Maximilian Schachmann (AWT Greenway/Erfurt)
Straßenrennen (5): Jan Dieteren (Leopard Development Team/Bensheim), Lennard Kämna (Stölting/Fischerhude), Jonas Koch (rad-net Rose Team/Rottweil), Nils Politt (Stölting/Hürth), Maximilian Schachmann (AWT Greenway/Erfurt)
Reserve: Johannes Weber (Stuttgart/Tuntenhausen)
Junioren
Zeitfahren (2): Leo Appelt (Blau Gelb Langenhagen/Hannover), Max Singer (RV Wanderer Schorndorf/Urbach)
Straßenrennen (6): Leo Appelt (Blau Gelb Langenhagen/Hannover), Patrick Haller (RSC Ingolstadt/Ingolstadt), Max Kanter (RSC Cottbus/Cottbus), Martin Salmon (RV Dudenhofen/Dudenhofen), Max Singer (RV Wanderer Schorndorf/Urbach), Georg Zimmermann (E-Racers Augsburg/Neusäß)

### Österreich
Elite Frauen
Zeitfahren: Martina Ritter
Straßenrennen: Martina Ritter, Sarah Rijkes
Elite Männer
Zeitfahren: Matthias Brändle, Lukas Pöstlberger
Straßenrennen: Marco Haller, Lukas Pöstlberger, Georg Preidler
U23 Männer
Zeitfahren: Gregor Mühlberger
Straßenrennen: Michael Gogl, Felix Großschartner, Gregor Mühlberger, Sebastian Schönberger, Alexander Wachter
Junioren
Zeitfahren: Patrick Gamper, Felix Gall
Straßenrennen: Marco Friedrich, Felix Gall, Patrick Gamper, Marcel Neuhauser, Markus Wildauer

### Schweiz
Elite Frauen
Zeitfahren: Doris Schweizer (Bigla Pro Cycling Team/Hägendorf)
Strassenrennen: Nicole Hanselmann (Bigla Pro Cycling Team/Fehraltorf), Jolanda Neff (Stöckli Pro Team/Thal), Doris Schweizer (Bigla Pro Cycling Team/Hägendorf)
Juniorinnen
Zeitfahren: Aline Seitz (RC Gränichen/Buchs AG)
Strassenrennen: Sina Frei (jb Felt Team/Uetikon am See), Nicole Koller (Tower Sports-VC Eschenbach/Schmerikon), Léna Mettraux (VC Echallens/Echallens), Aline Seitz (RC Gränichen/Buchs AG)
Elite Männer
Zeitfahren: Silvan Dillier (BMC Racing Team/Ehrendingen), Stefan Küng (BMC Racing Team/Wilen b. Wilen)
Reserve: Reto Hollenstein (IAM Cycling/Sirnach)
Strassenrennen: Michael Albasini (Orica GreenEdge/Gais), Silvan Dillier (BMC Racing Team/Ehrendingen), Grégory Rast (Trek Factory Racing/Cham)
Reserve: Michael Schär (BMC Racing Team/Sursee)
U23 Herren
Zeitfahren: Théry Schir (BMC Development Team/Prilly)
Strassenrennen: Tom Bohli (BMC Development Team/Rieden), Fabian Lienhard (EKZ Racing Team/Steinmaur), Patrick Müller (BMC Development Team/Schaffhausen), Dylan Page (Roth-Škoda/Aigle), Théry Schir (BMC Development Team/Prilly)
Reserve: Gian Friesecke (EKZ Racing Team/Wila)
Junioren
Zeitfahren: Stefan Bissegger (VC Bürglen-Märwil/Mettlen), Gino Mäder (VC Wiedlisbach/Wiedlisbach)
Strassenrennen: Stefan Bissegger (VC Bürglen-Märwil/Mettlen), Robin Froidevaux (Cyclophile Morgien/St. Saphorin sur Morges), Marc Hirschi (Roth-Škoda/Ittigen), Gino Mäder (VC Wiedlisbach/Wiedlisbach), Reto Müller (Team Gadola-Wetzikon/Schaffhausen), Mario Spengler (RRC Diessenhofen/Thayngen)
Reserve: Yves Lütolf (VC Sursee/Sempach)